# Polypedates leucomystax
Polypedates leucomystax é uma espécie de anfíbio da família Rhacophoridae.
Pode ser encontrada nos seguintes países: Bangladesh, Brunei, Camboja, China, Índia, Indonésia, Japão, Laos, Malásia, Myanmar, Nepal, Filipinas, Singapura, Tailândia, Vietname e possivelmente em Butão.

## Habitats
Os seus habitats naturais são: florestas secas tropicais ou subtropicais, florestas subtropicais ou tropicais húmidas de baixa altitude, regiões subtropicais ou tropicais húmidas de alta altitude, matagal húmido tropical ou subtropical, campos de gramíneas de baixa altitude subtropicais ou tropicais sazonalmente húmidos ou inundados, rios, rios intermitentes, lagos de água doce, lagos intermitentes de água doce, marismas de água doce, marismas intermitentes de água doce, nascentes de água doce, costas rochosas, lagoas costeiras de água doce, terras aráveis, pastagens, plantações, jardins rurais, áreas urbanas, áreas de armazenamento de água, lagoas, lagoas para aquicultura, terras irrigadas, áreas agrícolas temporariamente alagadas e vegetação introduzida.